# L. A. C. Müller
Leopold August Carl Müller, oft auch als Hans Lacmüller geführt, (* 7. Juni 1907 in Berlin, Deutsches Reich; † 2. September 1985 in München) war ein deutscher Drehbuchautor.

## Leben und Wirken
Der Sohn des Zeichners Paul Müller und seiner Gattin Pauline, geb. Vietz, arbeitete zunächst als Reklamefachmann. Mit Mitte 20 stieß L.A.C. Müller zum Film, als er mit Beginn des Dritten Reichs von der nunmehr nationalsozialistisch kontrollierten UFA als Drehbuchautor für deren Kurzfilme verpflichtet wurde. Mehrfach kooperierte er dabei mit Rudo Ritter, dem Bruder des Regimegünstlings Karl Ritter. Zum Jahresende 1935 schrieben Müller und Rudo Ritter das Manuskript zu dem Marika-Rökk-Publikumserfolg Heißes Blut, dem ersten Langfilm in Müllers Karriere. Seit 1938 verfasste Müller, der sich auch Hans Lacmüller nannte, überwiegend Langfilmmanuskripte, nunmehr in Diensten anderer Produktionsfirmen.
Im Zweiten Weltkrieg eingezogen, kehrte Müller erst 1948 zum Film zurück. Er ließ sich unmittelbar nach der Gründung der Bundesrepublik in Grünwald bei München nieder und stand nunmehr in Diensten kleinerer Münchner Firmen wie der König-Film, für die er zumeist Lustspielhaftes schrieb. So entstanden derbe, weiß-blaue Lacmüller-Komödien vom Schlage Die fidele Tankstelle, 3 “Kavaliere”, Der eingebildete Kranke, Zwei Bayern in St. Pauli und Die fidelen Detektive, zumeist mit dem urbayerischen Lokalmatador Joe Stöckel in der Hauptrolle. Bereits im Alter von 50 Jahren verließ L.A.C. Müller die Filmbranche. Was er bis zu seinem Lebensende beruflich tat, ist derzeit nicht bekannt. Zuletzt war Lacmüller 1985 im Medien-Branchenbuch “Kay’s Deutschland” mit Wohnadresse in Grünwald, Oberhachingerstraße 31, verzeichnet, er starb jedoch (noch im selben Jahr) im nahegelegenen München.
Von 1929 bis zu ihrem frühen Tod 1940 war Müller mit der Stenotypistin Tilli Friedel verheiratet. 1937 kam ein gemeinsamer Sohn zur Welt.

## Filmografie
- 1933: Alles für Anita (Kurzfilm)
- 1934: Zwei Windhunde (Kurzfilm)
- 1935: Der eingebildete Kranke (Kurzfilm)
- 1935: Der Taler der Tante Sidonie (Kurzfilm)
- 1936: Heißes Blut
- 1937: Jürgens riecht Lunte (Kurzfilm)
- 1937: Papas Fehltritt (Kurzfilm)
- 1938: Der Fall Deruga
- 1938: Spaßvögel
- 1939: Umwege zum Glück
- 1939: Der singende Tor
- 1939: La casa lontana (italienische Fassung von Der singende Tor)
- 1948: Angst (Kurzfilm)
- 1948: Abgrund (Kurzfilm)
- 1950: Alles für die Firma
- 1950: Die fidele Tankstelle
- 1951: 3 “Kavaliere”
- 1952: Der eingebildete Kranke
- 1953: Die kleine Stadt will schlafen gehn
- 1956: Zwei Bayern in St. Pauli
- 1957: Schütze Lieschen Müller
- 1957: Die fidelen Detektive